# Vivian Pellizari
Vivian Helena Pellizari es una científica brasileña especializada en estudios antárticos, conocida por sus investigaciones sobre la microbiología en la Antártida.

## Carrera
Pellizari es jefe del Departamento de Oceanografía en el Instituto Oceanográfico de la Universidad de São Paulo. Su investigación se centra en los extremófilos, la microbiología y la ecología microbiana marina en diferentes ecosistemas antárticos.
Ha contribuido a la formación de nuevas áreas de investigación antártica en América Latina, incluyendo la astrobiología, la genómica de los extremófilos y la ecología microbiana molecular. Está vinculada a consorcios que abordan el tema de la aerobiología antártica y formó parte del Instituto de Investigación Ambiental Antártica. Además, ha apoyado proyectos relacionados con el Instituto Nacional Brasileño de Ciencia y Tecnología Criogénica.